# Michael Schwarze (Bildhauer)
Michael Schwarze (* 1939 in Krefeld, NRW) ist ein deutscher Bildhauer.

## Biographie
1957 bis 1959 absolvierte Michael Schwarze ein Architekturstudium an der Werkkunstschule Krefeld. Von 1959 bis 1964 studierte er an der Hochschule für Bildende Künste in Berlin (Meisterschüler bei Karl Hartung). Von 1969 bis 1989 lebte er in Hömel bei Nümbrecht. Seit 1989 arbeitet er als freier Bildhauer in Bahlingen am Kaiserstuhl.

## Auszeichnungen und Preise
- 1967 Villa-Romana-Preis, Florenz
- 1968 Deutscher Kritikerpreis
- 1969 Kunstpreis der Stadt Krefeld
- 1977 1. Preis beim Wettbewerb der Stadt Dortmund, Kunst am Naturkundemuseum
- 1979 1. Preis beim Wettbewerb für das Innenministerium, Bonn für Kleinplastik als Besuchergabe
- 1980 1. Preis beim Wettbewerb für Verwaltungsgebäude OPD Dortmund

## Werke

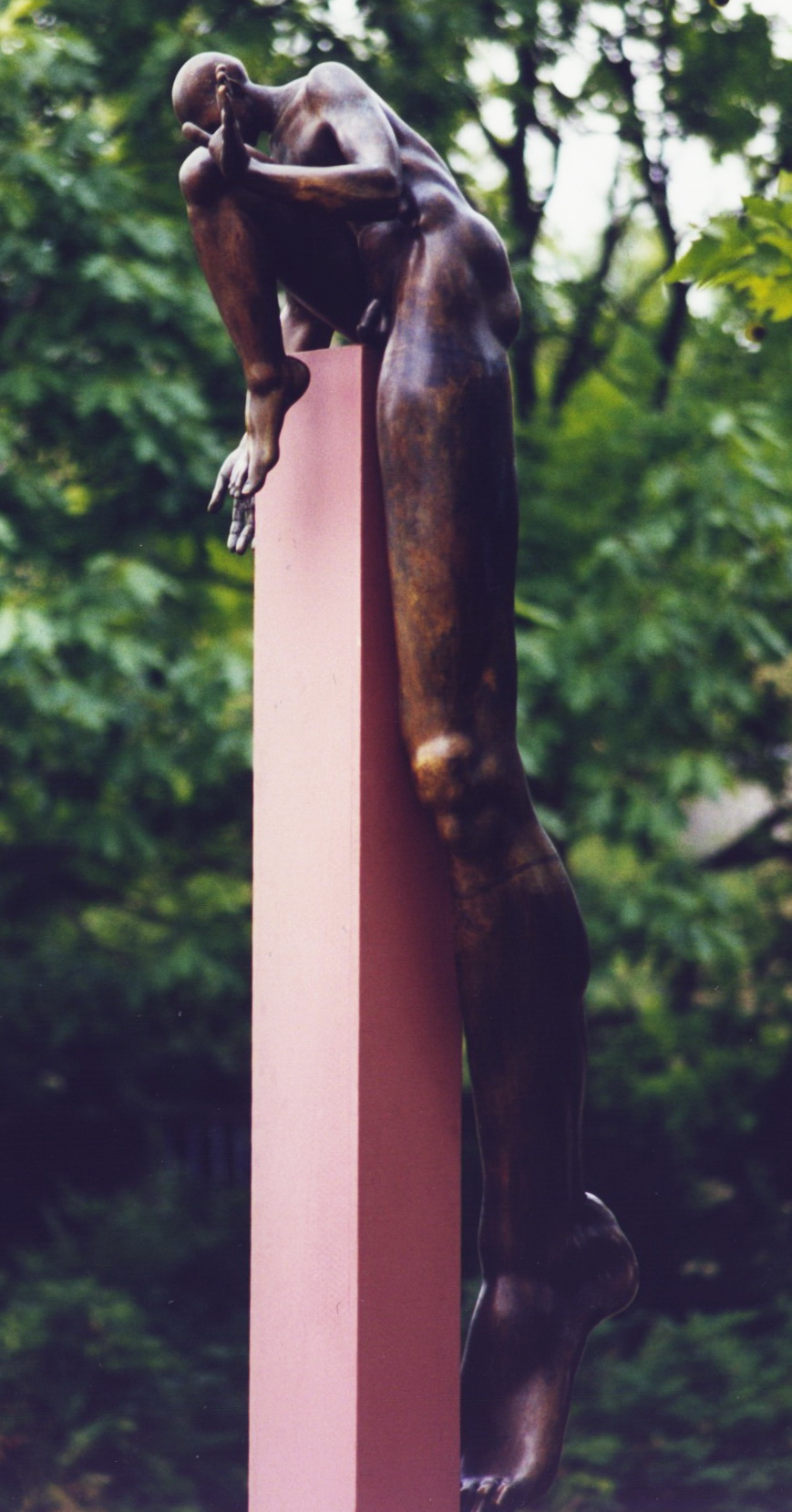
Ungewisser Aufstieg (1997), 99Standpunkte, Langenhagen (2000)
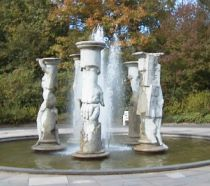
Säulenbrunnen in Nümbrecht
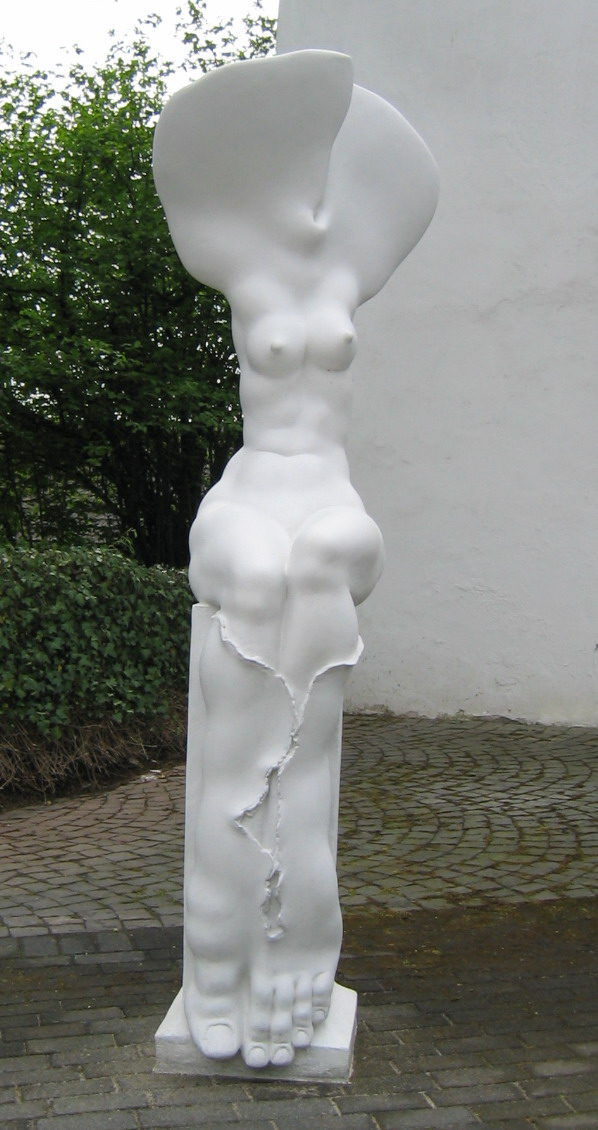
Natur – Ginkgoblatt mit Frauenkörper
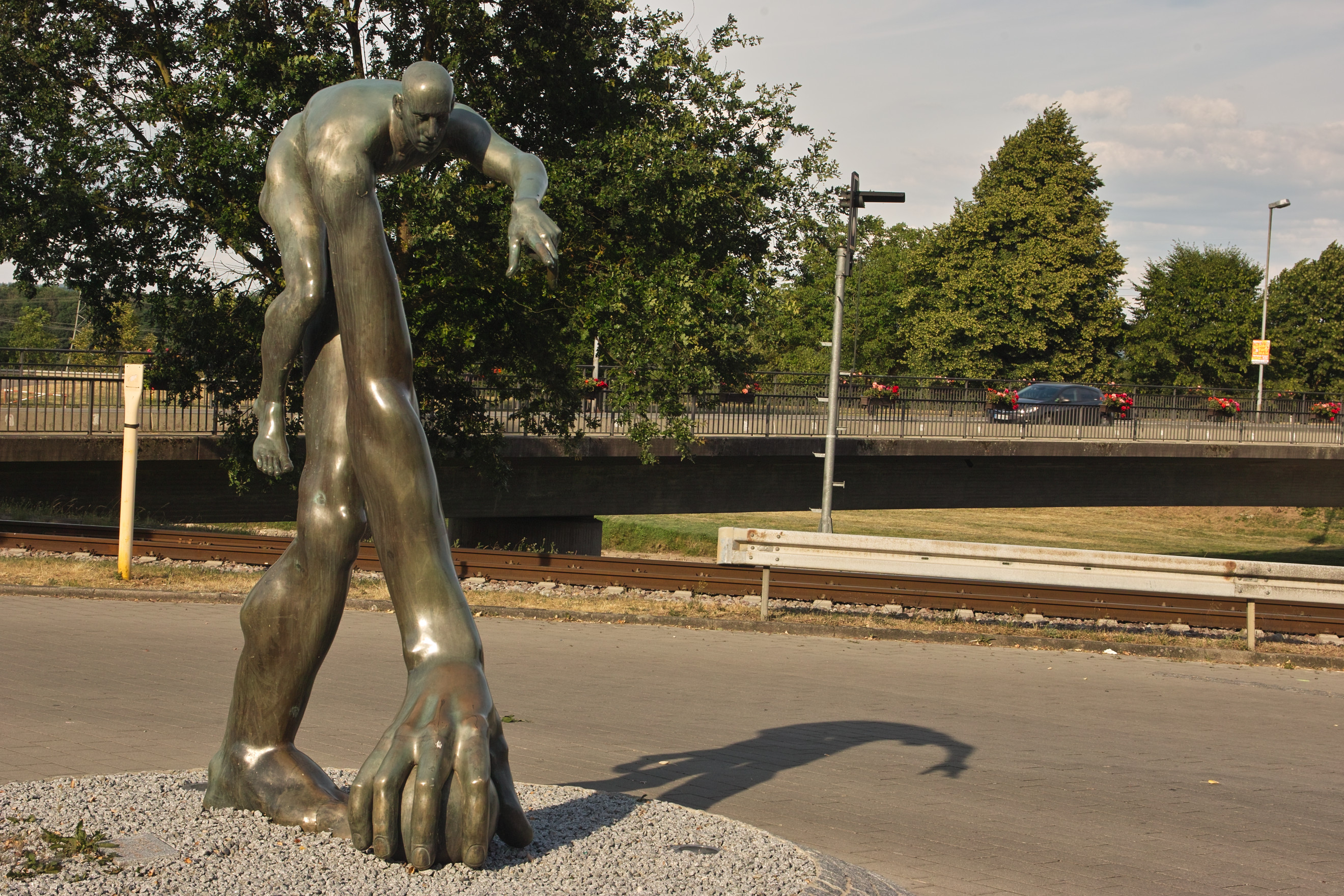
„Boccia“ in Riegel am Kaiserstuhl
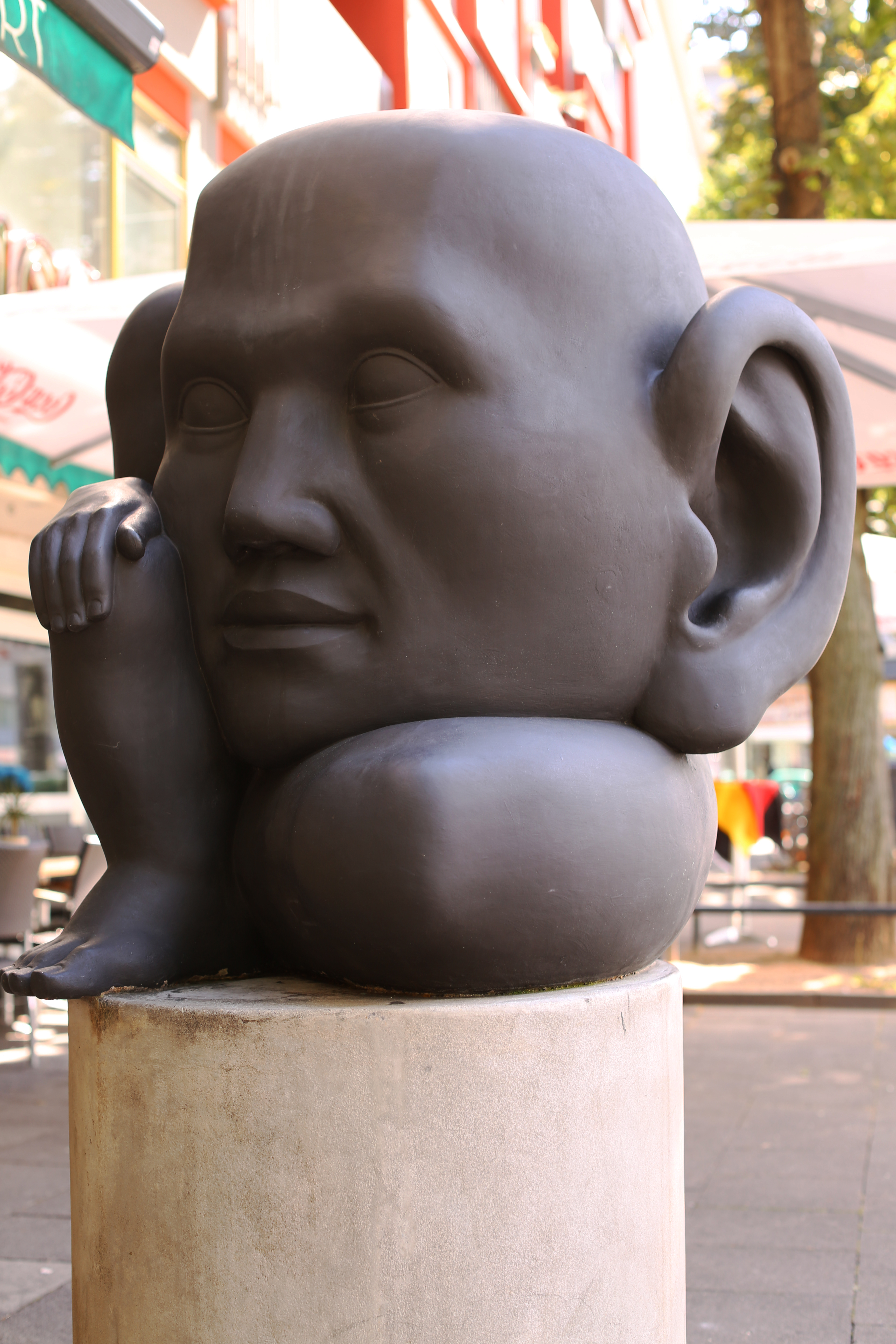
In die Zukunft horchen, Köln 2004
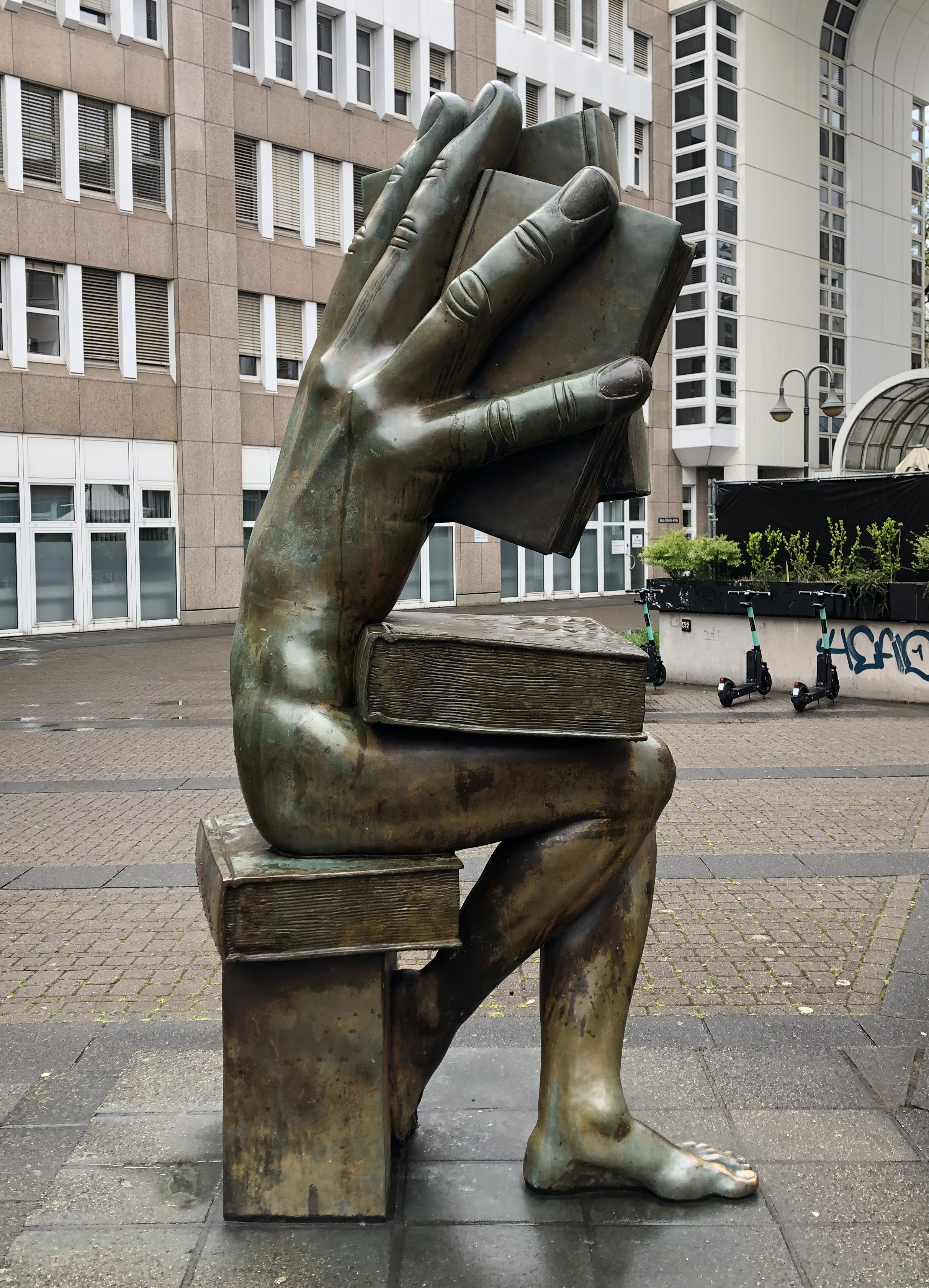
Buchhändler (1987), Düsseldorf

- Säulenbrunnen in Nümbrecht – dieser wurde  anlässlich der Landesgartenschau 1974 aufgestellt.
- Natur – Die Skulptur wurde am 13. Mai 2006 in der Marktstrasse in Nümbrecht aufgestellt.
- Skulpturen in Gummersbach.
- Rathausbrunnen in Bahlingen.
- Skulpturen vor der kunsthalle messmer, Riegel am Kaiserstuhl.